# سیارک ۸۷۷

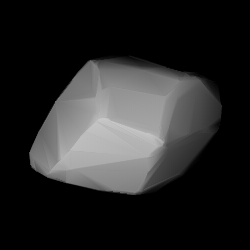
مدل سه‌بُعدی سیارک ۸۷۷ بر طبق منحنی نور آن

سیارک ۸۷۷ (به انگلیسی: 877 Walkure، نامگذاری:1915S7) هشتصد و هفتاد و هفتمین سیارک کشف شده‌است که در ۱۳ سپتامبر ۱۹۱۵ و در رصدخانه سایمیز کشف شد.
قدر مطلق سیارک برابر ۱۰٫۷۱ است.